# Karl Popper
Sir Karl Raimund Popper (28. července 1902 Vídeň – 17. září 1994 Londýn) byl rakousko-britský filozof. Byl významným představitelem moderního liberalismu, teorie vědy a filozofie. Jeho vědecká činnost je zastoupena i na poli logiky, fyziky, biologie, sociologie a politologie. Svůj filozofický systém sám označuje jako kritický racionalismus. Je považován za jednoho ze zakladatelů moderního kritického myšlení.

## Stručný životopis

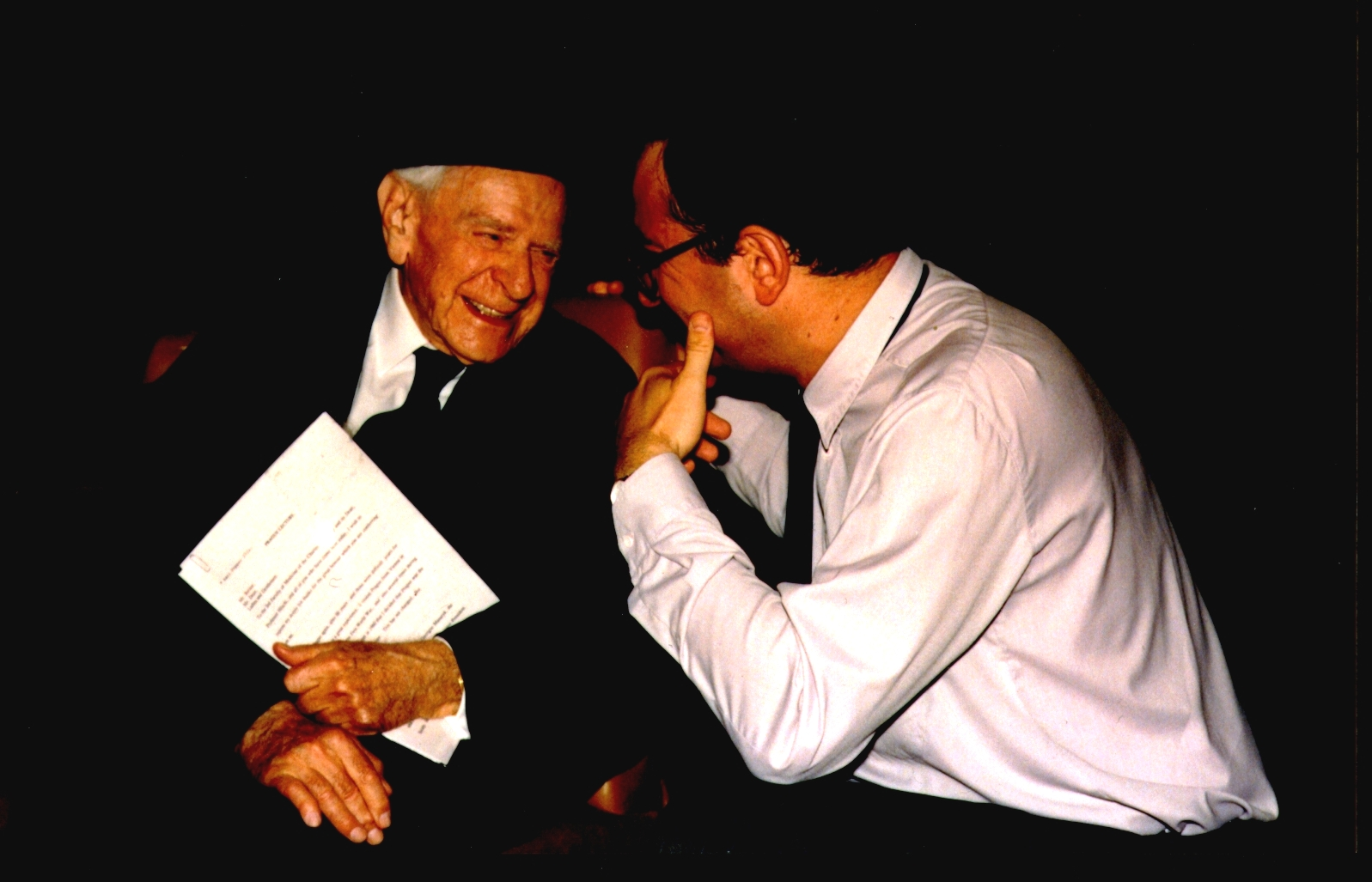
Sir Karl Popper (vlevo) s českým psychiatrem, profesorem Cyrilem Höschlem, při převzetí čestného doktorátu Univerzity Karlovy v Praze (1994)

Karl Raimund Popper se narodil ve Vídni jako syn židovského advokáta. Jeho otec Simon Siegmund Carl Popper pocházel z Roudnice nad Labem (a jeho otec Israel Popper z Kolína), předkové jeho matky Jenny, rozené Schiff, pocházeli ze Slezska a Maďarska. Vystudoval univerzitu ve Vídni, kde roku 1928 získal doktorát z filozofie. Poté vyučoval na střední škole. V roce 1937 vzrůstající vliv nacismu donutil Poppera k emigraci na Nový Zéland, kde začal přednášet filozofii na Canterbury University College New Zealand. V roce 1946 se přestěhoval do Velké Británie, kde působil jako docent logiky a vědeckých metod na London School of Economics. O tři roky později byl na téže univerzitě jmenován profesorem. Královna Alžběta II. jej roku 1965 pasovala na rytíře. Roku 1969 opustil akademickou půdu, zůstal však aktivní až do své smrti v roce 1994. 25. května 1994 na návrh Vědecké rady 3. LF UK převzal v aule Karolina čestnou vědeckou hodnost doktora honoris causa lékařských věd na Univerzitě Karlově.

## Vědecká činnost
Své filozofické, sociologické a politologické názory pojmenoval jako kritický racionalismus. V sociologii vystupuje Popper jako odpůrce totalitních ideologií, včetně marxismu, kde odmítá jeho předpoklad objektivní historické nutnosti a možnosti vědeckého společenského předvídání, které je na ní založeno.

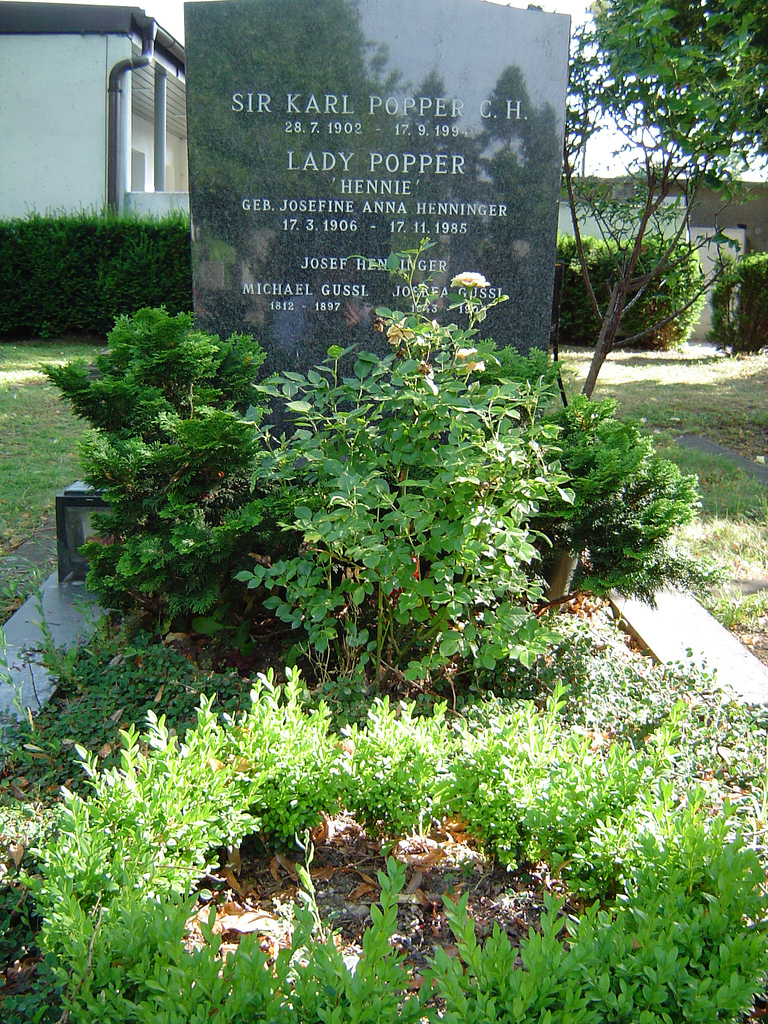
Hrob Karla Poppera

Základní ideje kritického racionalismu vyslovil Popper při posuzování idejí Vídeňského kruhu a v polemice s jeho předními činiteli. I když byl Popper obvykle přiřazován k novopozitivistům, on sám to nikoli bezdůvodně rozhodně odmítal a nazýval se metafyzickým realistou. Popper zavrhuje účelnost těch operací s významem slov a výrazů běžného nebo vědeckého jazyka, které jak představitelé logického pozitivismu, tak pozdní Wittgensteinovi stoupenci prohlásili za jediné oprávněné zaměstnání filozofa. Trvá na existenci skutečných filozofických problemů, kam řadí i tradiční otázky filozofie, a odmítá je považovat za pseudoproblémy.
Popper ostře kritizoval a odmítl teorii verifikace, s níž přišli novopozitivisté Vídeňského kruhu. Podle logického positivismu se vědecké hypotézy získávají indukcí neboli zobecňováním. Oproti tomu Popper namítá, že každý pokus o empirické neboli zkušenostní zdůvodnění indukce končí nekonečným regresem. Pravdivost vědecké teorie podle něj nelze dokazovat, ale jen empiricky testovat. Základem vědeckého poznání tedy není verifikace (potvrzení), ale falsifikace (viz dále Popperova břitva). Pouze ta teorie, kterou je možné podrobit falsifikaci, tedy vystavit ji možnosti vyvrácení, je vědecká, tím větší hodnotu má pro vědu. Netřeba hromadit důkazy, které teorii potvrzují; spíše hledat to, co by ji mohlo vyvrátit. Konečnou, definitivní jistotu naší přesné znalosti pravdy nemůžeme mít nikdy, k pravdě se můžeme pouze přibližovat neustálým vylučováním falsifikovaných teorií, hovoříme o evoluci vědy. K evoluci, vývoji vědy dochází právě díky falzifikaci: tím, že něco popřeme, získáváme nový prostor pro otevření dalších, nových otázek.
Důsledkem jeho pojetí vědeckého poznání je obrana otevřeného myšlení a otevřené společnosti. Síla vědy netkví tolik v tom, že se její tvrzení dají dokázat, nýbrž v tom, že musí být formulována tak, aby se dala vyvrátit. Právě tak síla demokracie nespočívá v tom, že by vybírala ty nejlepší k vládě, nýbrž že každou vládu lze běžnými prostředky (volbami) odvolat.
Byl, mimo jiné, aktivním členem liberálního „think tanku“ Mont Pelerin Society Královské společnosti (Royal Society) v Londýně a mezinárodní akademie věd (International Academy of Science).

### Popperova břitva
Podle této břitvy se vědecké teorie ověřují zamítáním (vyvracením, falzifikací), nikoliv dokazováním (dosvědčováním, verifikací). Libovolný počet verifikujících důkazů (singulárních pozorování/výskytů) neprokazuje, že teorie platí, zatímco jediný vylučující (zamítací, falzifikující) doklad ukazuje, že teorie neplatí. Lapidárně řečeno, tisíc opakování nestačí k prokázání pravdy, zatímco nepravdivost lze dokázat v jediném okamžiku. Jinými slovy, vědecký systém vyžaduje, aby jeho logická forma byla taková, že může být vyčleněn pomocí empirických testů v negativním smyslu, tj. empirický vědecký systém musí dovolovat své vyvrácení zkušenosti. Pokrok vědy tedy netkví v hledání důkazů k posilování stávajících teorií, ale především ve zkoumání jejich slabin. Na vyšším stupni pak teorii považujeme za falzifikovanou až tehdy, objevíme-li reprodukovatelný jev, který teorii vyvrací – falzifikující hypotézu. S tím souvisí i pravidlo, které říká, že ostatní pravidla vědeckého bádání musí být navržena tak, aby ve vědě nechránila žádné tvrzení před falzifikací. Typickým, a často citovaným příkladem je teorie o tom, že na světě existují pouze bílé labutě – byly pozorovány mnohokrát, avšak pouze do okamžiku, než byla spatřena první černá labuť – jediné takové pozorování bylo dostatečné, aby teorie padla.

## Role ve společnosti a politice
Popper se zabýval i rozborem totality. Zveřejnění knihy Otevřená společnost a její nepřátelé právě v roce 1945 bylo významným impulsem ve zpracování následků jednoho z totalitních systémů tehdejší doby, právě poraženého, a v právě probíhajícím boji svobodného myšlení s dalším z nich. Popperovy znalosti a analýza uzavřených struktur tehdejší politiky ukazují na jejich účel: totalitní moc za každou cenu. Moc, snažící se skrýt za tu či kterou ideologii: právě končící fašismus, dále expandující komunismus. Proti nim Popper staví model „otevřené a pluralitní společnosti“, z které teprve může vzejít skutečný pokrok. Zastával i nezbytnost „sociální zodpovědnosti společnosti“. Tato zodpovědnost však nesmí vycházet ze snah o „co největší míru štěstí pro všechny“, nýbrž z jeho vlastní formule, kterou nazývá „minimalizace utrpení“, tj. snaha o mírnění konkrétních projevů chyb systému, čili „co nejmenší míru nepotřebného utrpení pro všechny“. Naopak veškeré snahy o řízenou „nápravu společnosti“ podle něj nutně končí u omezení individuální lidské svobody, a tím mohou skončit až u totalitárních kolektivistických snah zotročujících člověka.
Karl Popper inspiroval jednoho ze svých žáků, a dalšího z kritiků „tržního fundamentalismu“, finančníka Georga Sorose. George Soros, po spektakulárních úspěších svých finančních spekulací koncem 20. století, založil Open Society Institute (OSI) a nadaci Soros Foundation (SF) / Open Society Fund (OSF), zasazující se o vznik otevřených společností jak v postsovětských zemích východní Evropy, tak i jinde na světě.

## Hlavní díla
- Logika vědeckého bádání – Logik der Forschung (1934, německy), The Logic of Scientific Discovery (1959, anglicky) – Předkládá požadavek na falzifikovatelnost vědeckých teorií
- Otevřená společnost a její nepřátelé – Die offene Gesellschaft und ihre Feinde (1945, německy), The Open Society and its Enemies (1946, anglicky)
- Bída historicismu – Das Elend des Historizismus (1957, německy), The Poverty of Historicism (1961, anglicky) – kritika determinismu; titul paroduje název Marxova spisu Bída filozofie, který má název odvozený z Proudhonova díla Filozofie bídy
- Objektivní poznání – Objective Knowledge: An Evolutionary Approach (1972, anglicky), Objektive Erkenntnis (1973, německy)

### České překlady
- K. Popper, Otevřená společnost a její nepřátelé I./II. Praha 1994, opravené vydání 2011/2015
- K. Popper, Logika vědeckého bádání. Praha 1997
- K. Popper, Bída historicismu. Praha 1994, opravené vydání 2000
- K. Popper, Věčné hledání. Intelektuální autobiografie. Praha 1995
- K. Popper, Život je řešení problémů: o poznání, dějinách a politice. Praha 1998
- K. Popper – K. Lorenz, Budoucnost je otevřená (rozhovor). Praha 1997